# Amazonina rehni
Amazonina rehni är en kackerlacksart som beskrevs av Rocha e Silva 1964. Amazonina rehni ingår i släktet Amazonina och familjen småkackerlackor. Inga underarter finns listade i Catalogue of Life.